# シロネ属
シロネ属（シロネぞく、学名：Lycopus、和名漢字表記：白根属）はシソ科の属の一つ。

## 特徴
湿地に生育する多年草。葉は対生し、縁に鋭い鋸歯があるか羽裂し、多くは葉柄は無い。花は小型で各葉腋に密に生じ、小苞は多くは針形になる。萼は鐘形で等間隔に4-5裂する。花冠は小型の鐘形で、ほぼ等間隔に5裂する。雄蕊は4個で、うち下側の2個が完全雄蕊で、上側の2個は仮雄蕊となるかまたは無い。果実は分果で、扁3稜形のくさび状になり、先端は切形になる。

## 分布
ヨーロッパ、アジア、北アメリカに約10数種あり、日本には5種が分布する。

## 種

### 日本に分布する種
- コシロネ Lycopus cavaleriei H.Lév. - 別名、サルダヒコ、イヌシロネ。北海道、本州、四国、九州、朝鮮半島、中国に分布する[5]。
- シロネ Lycopus lucidus Turcz. ex Benth. - 北海道、本州、四国、九州、東アジア、北アメリカに分布する[3]。
- ヒメシロネ Lycopus maackianus (Maxim. ex Herder) Makino - 北海道、本州、四国、九州、朝鮮半島、中国東北部、東シベリアに分布する[5]。
- ヒメサルダヒコ Lycopus ramosissimus (Makino) Makino var. ramosissimus - 本州、四国、九州、朝鮮半島、中国に分布する。コシロネ（L. cavaleriei）と区別しないことがある[5]。
- エゾシロネ Lycopus uniflorus Michx. - 北海道、本州、四国、九州、朝鮮半島、中国東北部、シベリア、北アメリカに分布する[3]。

## 和名、学名の由来
シロネ属のシロネは、「白根」を意味し、地下茎が白いのでいう。また、学名の Lycopus は、ギリシャ語の lykos （オオカミ）＋ pous （足）を意味し、オオカミの足に似ているためとされるが、意味は不明。

## ギャラリー
- コシロネ
- シロネ
- ヒメシロネ
- エゾシロネ